# Melicope glabella
Melicope glabella är en vinruteväxtart som beskrevs av Thomas Gordon Hartley. Melicope glabella ingår i släktet Melicope och familjen vinruteväxter. Inga underarter finns listade i Catalogue of Life.